# Опасо, Оскар
О́скар Маури́сио Опа́со Ла́ра (исп. Óscar Mauricio Opazo Lara; 18 октября 1994, Антофагаста, Чили) — чилийский футболист, защитник клуба «Коло-Коло» и сборной Чили.

## Клубная карьера
Опасо — воспитанник клуба «Сантьяго Уондерерс». В 2008 году он дебютировал за основной состав в Примере B. В 2010 году Оскар помог клубу выйти в элиту. 7 февраля в матче против «Депортес Ла-Серена» он дебютировал в чилийской Примере. 27 ноября в поединке против «Универсидад де Консепсьон» Опасо забил свой первый гол за «Сантьяго Уондерерс».
Летом 2017 года Опасо перешёл в «Коло-Коло». 31 июля в матче против «Депортес Антофагаста» он дебютировал за новую команду. В поединке против «Сан-Луис Кильота» Оскар забил свой первый гол за «Коло-Коло». В своём дебютном сезоне он стал чемпионом страны. 
В начале 2023 года Опасо перешёл в аргентинский «Расинг» из Авельянеды. 18 февраля в матче против «Арсенала» из Саранди он дебютировал в аргентинской Примере. 

## Международная карьера
11 января 2017 года в матче China Cup против сборной Хорватии Опасо дебютировал за сборную Чили. 27 марта 2019 года в товарищеском матче против сборной США Оскар забил свой первый гол за национальную команду.
В 2019 году в составе сборной Опасо принял участие в Кубке Америки в Бразилии. На турнире он сыграл в матчах против сборных Японии и Уругвая.

### Голы за сборную Чили
| #   | Дата          | Место                              | Противник | Счёт | Результат | Соревнование      |
| --- | ------------- | ---------------------------------- | --------- | ---- | --------- | ----------------- |
| 01. | 27 марта 2019 | Шелл Энерджи Стэдиум, Хьюстон, США | США       | 1:1  | 1:1       | Товарищеский матч |